# فرخ‌آباد (هند)
شهر فرخ‌آباد (به انگلیسی: Farrukhabad، به هندی: फ़र्रुख़ाबाद به اردو فرّخ‌آباد) با جمعیت ۲۵۴٫۰۵۱ نفر در ایالت اوتار پرادش در کشور هند واقع شده‌است.
این شهر در سال ۱۷۱۷ توسط محمد بنگاش تأسیس شد که آن را به نام فرخ‌سیر شاه گورکانی هند نام‌گذاری کرد. او در همین سال فرمان حقوق تجاری آزاد برای بنگال را به کمپانی هند شرقی انگلستان اعطا کرد. فرخ‌آباد در سرچشمه رودخانه مقدس گنگ واقع شده‌است.